# (33702) Spencergreen
1999 KD15 (asteroide 33702) é um asteroide da cintura principal. Possui uma excentricidade de 0.14591390 e uma inclinação de 4.39315º.
Este asteroide foi descoberto no dia 18 de maio de 1999 por LINEAR em Socorro.